# Ruttenella
Ruttenella es un género de foraminífero bentónico considerado homónimo posterior de Ruttenella van den Bold, 1946, y sustituido por Lamarckinita, el cual es considerado a su vez un sinónimo posterior de Bueningia de la familia Bueningiidae, de la superfamilia Discorboidea, del suborden Rotaliina y del orden Rotaliida. Su especie tipo era Ruttenella butonensis. Su rango cronoestratigráfico abarcaba desde el Mioceno hasta el Plioceno.

## Clasificación
Ruttenella incluía a la siguiente especie:
- Ruttenella butonensis †